# Oracle Internet Directory
Oracle Internet Directory è un servizio di directory LDAP v3 prodotto dalla Oracle Corporation e distribuito insieme a Oracle Application Server. Ecco le caratteristiche di Oracle Internet Directory:
- Integrazione con Oracle Database 8i e 9i per un uso ed un'amministrazione più semplici
- Una struttura di elenco più scalabile e multi-piattaforma, per un'interazione intranet più sicura ed affidabile
- Sincronizzazione di elenchi basati su OID (anche con distributed applications)
- Integrazione dei certificati a public key esistenti, e-Wallet e privilegi di entrata
- Co-esistenza con altre implementazioni LDAP attraverso la Oracle's Directory Integration Platform (DIP)
- Tool di amministrazione che includono policy di routing, oggetti per la gestione del sistema e supporto tecnico sulla qualità del servizio